# Xenócrates
Xenócrates (396 a.C. – 314 a.C.) foi um filósofo grego cuja divisão de filosofia nas tres partes de física, ética, e lógica influenciou a filosofia helenística.

## Biografia
Nascido na Calcedônia, Xenócrates tornou-se discípulo de Platão, a quem acompanhou à Siracusa em Sicília, sucedendo Espeusipo na direção da Academia de Platão.
Ali, sofreu influências de Pitágoras, mas esforçou-se para conciliá-las aos ensinamentos de seu mestre.
Escreveu "O tratado da morte" e, aos 86 anos, para se manter coerente com suas ideias, teria cometido suicídio ingerindo veneno.
Já segundo Diógenes Laércio, ele morreu de forma acidental.